# Arzobispo de la Arquidiócesis de Atlanta
 El Arzobispo de la Iglesia Católica de Atlanta es el ordinario de la Arquidiócesis de Atlanta en Atlanta, Georgia en los Estados Unidos . Como un obispo metropolitano, el arzobispo supervisa todo la Provincia Eclesiástica de Atlanta, que abarca los estados de Georgia, Carolina del Norte y Carolina del Sur, y cuenta con la diócesis de Charleston, Charlotte, Raleigh y Sabana. La sede del arzobispo se encuentra en la Catedral de Cristo Rey. La archidiócesis está dirigida por Wilton D. Gregory, como el séptimo obispo y sexto arzobispo de Atlanta desde el 17 de enero de 2005 hasta el 4 de abril, ya que fuese nombrado arzobispo de la arquidiócesis de Washington D. C. Anteriormente se desempeñaba como obispo de Belleville en Illinois.

## [2]Lista de arzobispos de Atlanta
| Francis Edward Hyland   | (Obispo*, 1956-1962) |
| Paul John Hallinan      | (1962-1968)          |
| Thomas Andrew Donnellan | (1968-1987)          |
| Eugene Antonio Marino   | (1988-1990)          |
| James Patterson Lyke    | (1991-1992)          |
| John Francis Donoghue   | (1993-2004)          |
| Wilton Daniel Gregory   | (2005-presente)      |